# Szembruk
Szembruk (niem. Schönbrück) – wieś w Polsce położona w województwie kujawsko-pomorskim, w powiecie grudziądzkim, w gminie Rogóźno, przy trasie wyłączonej obecnie z eksploatacji linii kolejowej Gardeja – Łasin.
Na północ od wsi znajduje się Jezioro Kuchnia.

## Podział administracyjny
W latach 1975–1998 miejscowość administracyjnie należała do województwa toruńskiego.

## Demografia
Według Narodowego Spisu Powszechnego (III 2011 r.) wieś liczyła 555 mieszkańców. Jest drugą co do wielkości miejscowością gminy Rogóźno.

## Historia, zabytki i komunikacja

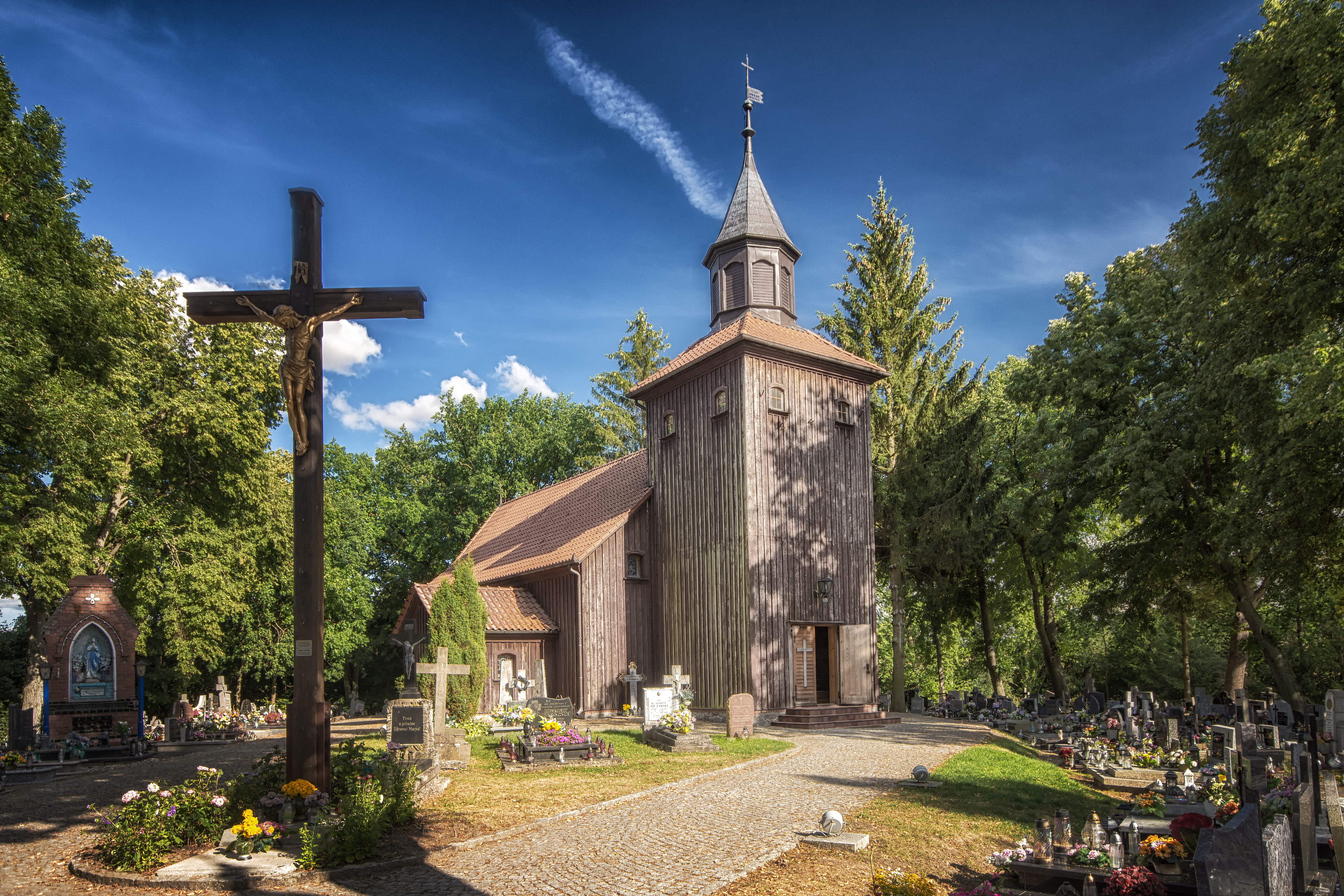
Kościół pw. św. Bartłomieja

Wieś została założona pod koniec XIII wieku na wzgórzu nad Gardęgą. W 1306 roku uzyskała ponowny przywilej nadany przez mistrza krajowego Konrada von Sacka.
W pierwszej połowie listopada 1906 r. w miejscowej szkole elementarnej rozpoczął się strajk dzieci przeciwko nauczaniu religii w języku niemieckim (jego dalszy przebieg nie jest znany). Z uczestników strajku znane jest tylko jedno nazwisko: Krzyżanowscy. Strajk był elementem znacznie większej akcji biernego oporu wobec pruskich władz szkolnych, która na przełomie 1906 i 1907 r. objęła ponad 460 (!) szkół w prowincji Prusy Zachodnie, czyli przedrozbiorowe Pomorze Gdańskie, Powiśle, ziemię chełmińską i ziemię lubawską oraz część Krajny. Inspiracją dla strajków pomorskich były wcześniejsze działania dzieci w prowincji wielkopolskiej, ze słynnym strajkiem we Wrześni (1901) na czele.
W okresie międzywojennym ulokowano tu placówkę Straży Celnej.
W Szembruku znajduje się kościół parafialny pw. św. Bartłomieja – parafia założona na przełomie XIII/XIV wieku. Obecny kościół pochodzi z lat 1715–1716 (poprzednie zostały spalone). Kościół jest orientowany, drewniany o konstrukcji zrębowej na nowszym, kamienno-ceglanym podmurowaniu. Wystrój wnętrza barokowy, wieża o konstrukcji słupowo-ramowej, na której jest zawieszony dzwon z 1711 roku.
Kościół wraz z cmentarzem przykościelnym wpisany jest do rejestru zabytków NID pod nr rej. A/675/1-2 z 5.04.1996.
Na terenie wsi znajdują się 3 przystanki autobusowe: Szembruk I, Szembruk II oraz Szembruk III na których zatrzymuje się linia autobusowa nr 7.

## Nazwa

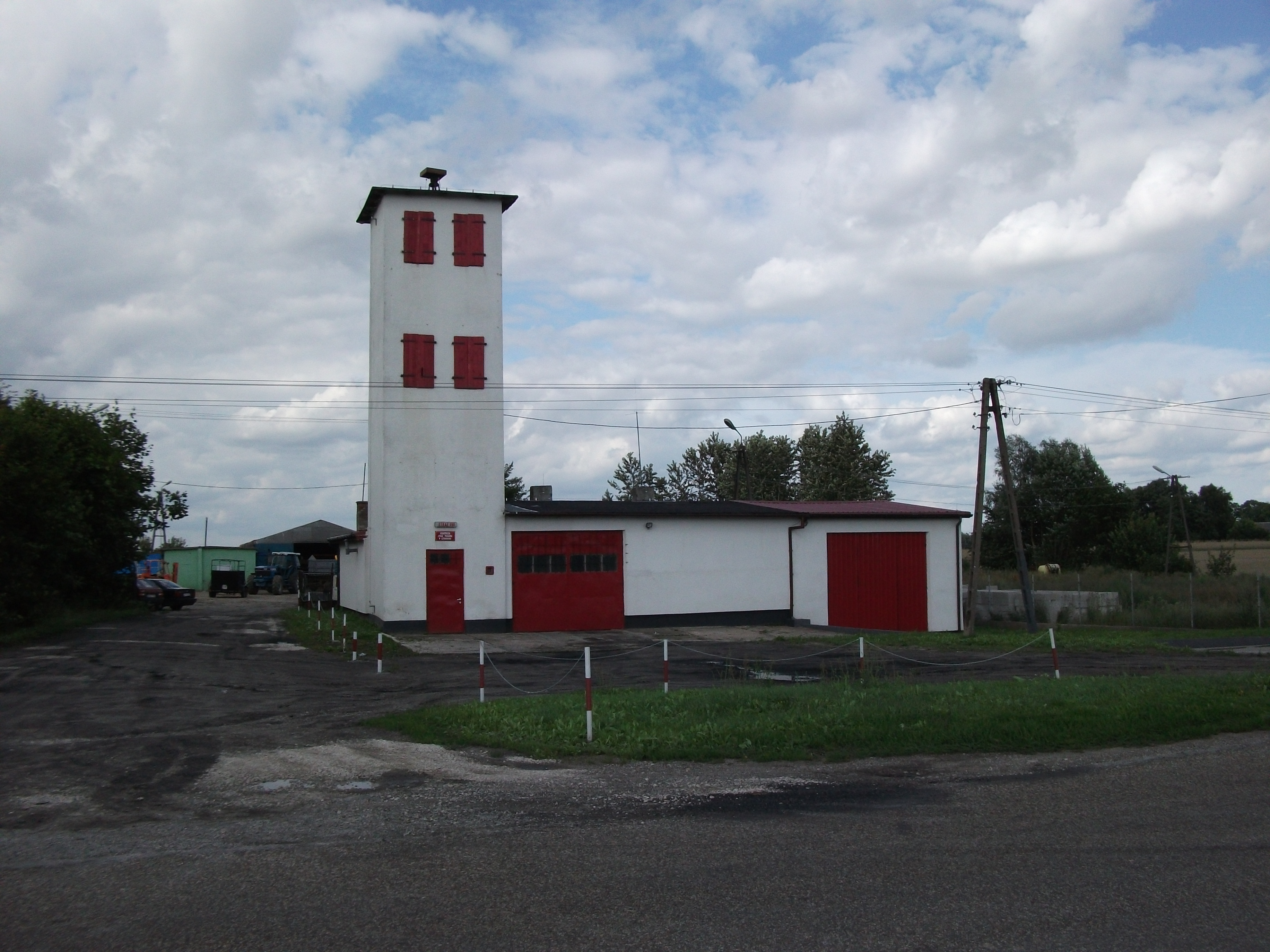
Ochotnicza Straż Pożarna (OSP)

Nazwa wsi jest polskim przyswojeniem wcześniejszej formy niemieckiej Schönbrück, pochodzącej od słów "schöne Brücke" ("piękny most").

## Ciekawostki muzyczne
W 2014 roku powstał hip-hopowy singel grudziądzkiego rapera toMCzaka pt. Szembruk Gangsta. Do utworu tego został nakręcony teledysk, który w całości powstał na trasie Grudziądz - Szembruk oraz w samej miejscowości.